# Magdalene Odundo
Magdalene Anyango Namakhiya Odundo, née en 1950, est une céramiste kényane active au Royaume-Uni et installée à Farnham, dans le Surrey. Ses œuvres figurent dans des collections de musées de renom, notamment l'Art Institute of Chicago, le British Museum, le Metropolitan Museum of Art et le National Museum of African Art.

## Biographie
Magdalene Odundo naît à Nairobi, au Kenya, en 1950, et reçoit ses premières formations en Inde et au Kenya. Elle  fréquente le Kabete National Polytechnic au Kenya et y étudie le graphisme et l'art. Puis, elle s'installe en Angleterre en 1971 pour suivre la vocation qu'elle s'était choisie dans le graphisme. Après une formation à Farnham, dans le Surrey, elle obtient ses diplômes en arts plastiques et en graphisme à la Cambridge School of Art, et elle commence à se spécialiser dans la céramique.
En 1974-1975, elle se rend au Nigeria, au Centre de formation à la poterie d'Abuja, ainsi qu’au Kenya pour étudier les techniques traditionnelles de poterie fabriquée à la main. Elle se rend également à San Ildefonso Pueblo, au Nouveau-Mexique, pour observer la fabrication de céramiques brûlés à la flamme noire. En 1976, Odundo obtient une licence au West Surrey College of Art & Design, puis un master au Royal College of Art de Londres. 
Elle enseigne au Commonwealth Institute de Londres de 1976 à 1979 et au Royal College of Art de Londres de 1979 à 1982, avant de revenir enseigner au Surrey Institute of Art & Design (aujourd'hui University for the Creative Arts) en 1997, où elle devient professeur de céramique en 2001[10]. En mars 2016, elle est nommée professeur émérite de l'University for the Creative Arts, puis devient la présidente ou chancellière de cette université en 2018. Elle vit et travaille dans le Surrey.
Ses œuvres font aujourd'hui partie des collections permanentes de près de 50 musées internationaux, dont l'Art Institute of Chicago ;   Le British Museum, à Londres; Le Metropolitan Museum of Art à New York ; le National Design Museum, à New York ; le Musée national d'art africain à  Washington; le Musée d'art de Toledo, à Toledo  ; le Museum für Kunst und Gewerbe Hamburg, à Hambourg ; le Victoria and Albert Museum à Londres ; The Hepworth Wakefield, Wakefield, ou encore le Nairobi National Museum. 
En 2006, son travail a été présenté dans le cadre d'une exposition intitulée "Resonance and Inspiration" au Samuel P. Harn Museum of Art de l'université de Floride. Il s'agit de sa première exposition individuelle aux États-Unis depuis 1997 et de sa première apparition en solo en Floride. C'est également la première fois que ses dessins et esquisses sont présentés à côté de ses céramiques, son style de dessin libre reproduisant la même forme que ses créations.
En 2019, une grande exposition a été organisée autour d'un groupe de plus de 50 de ses œuvres, ainsi que d'autres œuvres d'art qu'Odundo considérait comme liées à son travail ou l'influençant ; l'exposition était intitulée "The Journey of Things" (Le voyage des choses)[18] et a été présentée en deux endroits : Le Hepworth Wakefield, dans le West Yorkshire, et au Sainsbury Centre for Visual Arts, en East Anglia.
En août 2021, une de ses œuvres s’est vendue 440 000 euros, quatre fois son estimation haute aux enchères chez Sotheby’s.